# 菲爾莫爾 (密蘇里州)
菲爾莫爾（英語：Fillmore）是位於美國密蘇里州安德魯縣的城市。

## 人口
根據2020年美國人口普查的數據，菲爾莫爾的面積為0.36平方千米，皆為陸地。當地共有人口173人，而人口密度為每平方千米481人。